# Кожести костенурки
Кожестите костенурки (Dermochelyidae) са семейство костенурки с един съвременен представител – Кожеста костенурка (Dermochelys coriacea). Изчезналите видове от семейството са познати само от фосилни останки от еоцен от Африка, Европа и Северна Америка (Cosmochelys, Eosphargis, Psephophorus).

## Таксономия на семейството
Семейство Кожести костенурки
- Род †Corsochelys
  - †Corsochelys haliniches
- Род †Mesodermochelys
  - †Mesodermochelys undulatus
- Род †Protosphargis
  - †Protosphargis veronensis
- Род †Eosphargis
  - †Eosphargis gigas
  - †Eosphargis breineri
- Род †Natemys
  - †Natemys peruvianus
- Род †Egyptemys
  - †Egyptemys eocaenus
  - †Egyptemys oregonensis
- Род †Cosmochelys
  - †Cosmochelys dolloi
- Род †Psephophorus
  - †Psephophorus calvertensis
  - †Psephophorus polygonus
  - †Psephophorus rupeliensis
  - †Psephophorus terrypratchetti
- Род Кожести костенурки (Dermochelys)
  - Кожеста костенурка (Dermochelys coriacea)